# وزیر دفاع پاکستان
وزیر دفاع پاکستان (انگلیسی: Minister of Defence) یکی از وزیران دولت پاکستان است که مسئولیت مدیریت بر وزارت دفاع پاکستان را برعهده دارد و بر نیروی زمینی پاکستان، نیروی هوایی پاکستان و نیروی دریایی پاکستان نظارت می‌کند. وزیر دفاع ملزم به عضویت در مجلس شورای پاکستان است.

## فهرست وزیران دفاع
| No.  | تصویر              | وزیر (زاده- درگذشت)                   | دوره            | دوره            | دوره           | حزب                       |
| No.  | تصویر              | وزیر (زاده- درگذشت)                   | شروع            | پایان           | مدت زمان       | حزب                       |
| ---- | ------------------ | ------------------------------------- | --------------- | --------------- | -------------- | ------------------------- |
| ۱    | لیاقت علی خان      | لیاقت علی خان (۱۹۵۱–۱۸۹۵)             | ۱۵ اوت ۱۹۴۷     | ۱۶ اکتبر ۱۹۵۱   | ۴ سال، ۶۲ روز  | PML                       |
| ۲    | خواجه ناظم‌الدین    | خواجه ناظم‌الدین (۱۹۶۴–۱۸۹۴)           | ۲۴ اکتبر ۱۹۵۱   | ۱۷ آوریل ۱۹۵۳   | ۱ سال، ۱۸۳ روز | PML                       |
| ۳    | محمد علی بوگرا     | محمد علی بوگرا (۱۹۶۳–۱۹۰۹)            | ۱۸ آوریل ۱۹۵۳   | ۲۴ اکتبر ۱۹۵۴   | ۱ سال، ۱۹۰ روز | PML                       |
| ۴    | ایوب خان           | ژنرال ایوب خان (۱۹۷۴–۱۹۰۷)            | ۲۵ اکتبر ۱۹۵۴   | ۱۱ اوت ۱۹۵۵     | ۲۹۰ روز        | PML                       |
| ۵    | چودهری محمد علی    | چودهری محمد علی (۱۹۸۲–۱۹۰۵)           | ۱۲ اوت ۱۹۵۵     | ۱۲ سپتامبر ۱۹۵۶ | ۱ سال، ۳۱ روز  | PML                       |
| ۶    | حسین شهید سهروردی  | حسین شهید سهروردی (۱۹۶۳–۱۸۹۲)         | ۱۳ سپتامبر ۱۹۵۶ | ۱۸ اکتبر ۱۹۵۷   | ۱ سال، ۳۵ روز  | آل پاکستان عوامی مسلم لیگ‎ |
| ۷    | ممتاز دولتانه      | ممتاز دولتانه (۱۹۹۵–۱۹۱۶)             | ۱۹ اکتبر ۱۹۵۷   | ۱۸ دسامبر ۱۹۵۷  | ۶۰ روز         | PML                       |
| ۸    | فیروز خان نون      | فیروز خان نون (۱۹۷۰–۱۸۹۳)             | ۱۹ دسامبر ۱۹۵۷  | ۸ آوریل ۱۹۵۸    | ۱۱۰ روز        | حزب جمهوری                |
| ۹    | محمد ایوب کهورو    | محمد ایوب کهورو (۱۹۸۰–۱۹۰۱)           | ۹ آوریل ۱۹۵۸    | ۷ اکتبر ۱۹۵۸    | ۱۸۱ روز        | PML                       |
| (۴)  | ایوب خان           | ایوب خان (۱۹۷۴–۱۹۰۷)                  | ۲۸ اکتبر ۱۹۵۸   | ۲۱ اکتبر ۱۹۶۶   | ۷ سال، ۳۵۸ روز | PML                       |
| ۱۰   | افضل رحمان خان     | دریاسالار افضل رحمان خان (۲۰۰۵–۱۹۲۱)  | ۲۲ اکتبر ۱۹۶۶   | ۵ آوریل ۱۹۶۹    | ۲ سال، ۱۶۵ روز | مستقل                     |
| ۱۱   | یحیی خان           | یحیی خان (۱۹۸۰–۱۹۱۷)                  | ۶ آوریل ۱۹۶۹    | ۲۰ دسامبر ۱۹۷۱  | ۲ سال، ۲۵۹ روز | مستقل                     |
| ۱۲   | ذوالفقار علی بوتو  | ذوالفقار علی بوتو (۱۹۷۹–۱۹۲۸)         | ۲۴ دسامبر ۱۹۷۱  | ۵ ژوئیه ۱۹۷۷    | ۵ سال، ۱۹۳ روز | PPP                       |
| ۱۳   | محمد ضیاءالحق      | محمد ضیاءالحق (۱۹۸۸–۱۹۲۴)             | ۱۴ ژانویه ۱۹۷۸  | ۲۷ اوت ۱۹۷۸     | ۲۲۵ روز        | مستقل                     |
| ۱۴   | میرعلی احمد تالپر  | میرعلی احمد تالپر                     | ۲۸ اوت ۱۹۷۸     | ۲۶ فوریه ۱۹۸۵   | ۶ سال، ۱۸۲ روز | مستقل                     |
| (۱۳) | محمد ضیاءالحق      | محمد ضیاءالحق (۱۹۸۸–۱۹۲۴)             | ۲۷ فوریه ۱۹۸۵   | ۲۴ مارس ۱۹۸۵    | ۲۵ روز         | مستقل                     |
| ۱۵   | محمد خان جونیجو    | محمد خان جونیجو (۱۹۹۳–۱۹۳۲)           | ۲۵ مارس ۱۹۸۵    | ۲۹ مه ۱۹۸۸      | ۳ سال، ۶۵ روز  | PML                       |
| ۱۶   | محمود هارون        | محمود هارون (۲۰۰۸–۱۹۲۰) (موقت)        | ۹ ژوئن ۱۹۸۸     | ۱ دسامبر ۱۹۸۸   | ۱۷۵ روز        | مستقل                     |
| ۱۷   | بی‌نظیر بوتو        | بی‌نظیر بوتو (۲۰۰۷–۱۹۵۳)               | ۴ دسامبر ۱۹۸۸   | ۶ اوت ۱۹۹۰      | ۱ سال، ۲۴۵ روز | PPP                       |
| ۱۸   | غوث علی شاه        | غوث علی شاه (زادهٔ ۱۹۳۴)               | ۱۰ سپتامبر ۱۹۹۱ | ۱۷ ژوئیه ۱۹۹۳   | ۱ سال، ۳۱۰ روز | PML (N)                   |
| ۱۹   | آفتاب شعبان میرانی | آفتاب شعبان میرانی                    | ۱۹ اکتبر ۱۹۹۳   | ۵ نوامبر ۱۹۹۶   | ۳ سال، ۱۷ روز  | PPP                       |
| ۲۰   | شاهد حامد          | شاهد حامد (موقت)                      | ۶ نوامبر ۱۹۹۶   | ۱۷ فوریه ۱۹۹۷   | ۱۰۳ روز        | مستقل                     |
| ۲۱   | نواز شریف          | نواز شریف (زادهٔ ۱۹۴۹)                 | ۱۷ فوریه ۱۹۹۷   | ۱۲ اکتبر ۱۹۹۹   | ۲ سال، ۲۳۷ روز | PML (N)                   |
| ۲۲   | پرویز مشرف         | پرویز مشرف (زادهٔ ۱۹۴۹)                | ۱۲ اکتبر ۱۹۹۹   | ۲۳ نوامبر ۲۰۰۲  | ۳ سال، ۴۲ روز  | مستقل                     |
| ۲۳   | راو سکندر اقبال    | راو سکندر اقبال (۲۰۱۰–۱۹۴۳)           | ۲۳ نوامبر ۲۰۰۲  | ۱۵ نوامبر ۲۰۰۷  | ۴ سال، ۳۵۷ روز | PPP                       |
| ۲۴   | سلیم عباس جیلانی   | سلیم عباس جیلانی (موقت)               | ۱۶ نوامبر ۲۰۰۷  | ۲۵ مارس ۲۰۰۸    | ۱۳۰ روز        | مستقل                     |
| ۲۵   | احمد مختار         | احمد مختار (زادهٔ ۱۹۴۶)                | ۳۱ مارس ۲۰۰۸    | ۳ ژوئن ۲۰۱۲     | ۴ سال، ۶۴ روز  | PPP                       |
| ۲۶   | نوید قمر           | نوید قمر (زادهٔ ۱۹۵۵)                  | ۴ ژوئن ۲۰۱۲     | ۱۵ مارس ۲۰۱۳    | ۲۸۴ روز        | PPP                       |
| ۲۷   | میر هزار خان کهوسو | میر هزار خان کهوسو (زادهٔ ۱۹۲۹)        | ۵ آوریل ۲۰۱۳    | ۴ ژوئن ۲۰۱۳     | ۶۰ روز         | مستقل                     |
| (۲۱) | نواز شریف          | نواز شریف (زادهٔ ۱۹۴۹)                 | ۷ ژوئن ۲۰۱۳     | ۲۶ نوامبر ۲۰۱۳  | ۱۷۲ روز        | PML (N)                   |
| ۲۸   | خواجه محمد آصف     | خواجه محمد آصف (زادهٔ ۱۹۴۹)            | ۲۷ نوامبر ۲۰۱۳  | ۲۸ ژوئیه ۲۰۱۷   | ۳ سال، ۲۴۳ روز | PML (N)                   |
| ۲۹   | خرم دستگیر خان     | خرم دستگیر خان (زادهٔ ۱۹۷۰)            | ۴ اوت ۲۰۱۷      | ۳۱ مه ۲۰۱۸      | ۳۰۰ روز        | PML (N)                   |
| ۳۰   | عبدالله حسین هارون | عبدالله حسین هارون (زادهٔ ۱۹۵۰) (موقت) | ۵ ژوئن ۲۰۱۸     | ۱۸ اوت ۲۰۱۸     | ۷۴ روز         | مستقل                     |
| ۳۱   | پرویز ختک          | پرویز ختک (زادهٔ ۱۹۵۰)                 | ۳۰ اوت ۲۰۱۸     | متصدی           | ۶ سال، ۲۸۹ روز | PTI                       |